# 2020 Tour
El 2020/2021/2022/2023/2024/2025/2026 Tour es la séptima gira musical de la banda estadounidense Maroon 5. La gira comenzó el 23 de febrero de 2020, en el Foro Sol de la Ciudad de México.

## Antecedentes
Maroon 5 anunció la gira el 11 de noviembre de 2019, a través de sus redes sociales, con fechas para Uruguay, Argentina y Colombia. El 19 de noviembre, anunció fechas adicionales para Chile, Brasil, y México.
El 4 de diciembre anunciaron las fechas de su paso por Estados Unidos y Canadá en el verano de 2020, serán 41 fechas entre mayo y septiembre. Sin embargo, días antes de su comienzo se anunció su posposición hasta el verano de 2021 debido a la emergencia sanitaria mundial provocada por la pandemia de COVID-19.

## Teloneros
- Melim (Brasil)
- Meghan Trainor (Norteamérica, fechas seleccionadas)
- Leon Bridges (Norteamérica, fechas seleccionadas)
- Ava Max (Norteamérica, fechas seleccionadas)
- blackbear (Norteamérica, fechas seleccionadas)
- Okills (México)
- Meri Deal (Uruguay)

## Repertorio
1. «It Was Always You»
2. «This Love»
3. «What Lovers Do»
4. «Makes Me Wonder»
5. «Payphone»
6. «Wait»
7. «Won't Go Home Without You»
8. «Maps»
9. «Moves like Jagger»
10. «Lucky Strike»
11. «Tangled»
12. «Harder to Breathe»
13. «Sunday Morning»
14. «Cold»
15. «Don't Wanna Know»
16. «One More Night»
17. «Animals»
18. «Daylight»
19. «Sugar»

Encore
1. «Memories»
2. «She Will Be Loved»
3. «Girls Like You»

| Festival Internacional de la Canción de Viña del Mar |
| --- |
| 1. «It Was Always You» 2. «This Love» 3. «What Lovers Do» 4. «Makes Me Wonder» 5. «Payphone» 6. «Wait» 7. «Moves Like Jagger» 8. «Lucky Strike» 9. «Sunday Morning» 10. «Don't Wanna Know» 11. «One More Night» 12. «Sugar» 13. «Memories» 14. «She Will Be Loved» 15. «Girls Like You» |

## Fechas
| América Latina - Etapa I     |                          |                      |                                              |                   |
| 23 de febrero de 2020        | Ciudad de México         | México               | Foro Sol                                     | —                 |
| 24 de febrero de 2020        | Ciudad de México         | México               | Foro Sol                                     | Okills            |
| 27 de febrero de 2020        | Viña del Mar             | Chile                | Anfiteatro de la Quinta Vergara              | —                 |
| 28 de febrero de 2020        | Santiago                 | Chile                | Estadio Bicentenario Municipal de La Florida | —                 |
| 1 de marzo de 2020           | São Paulo                | Brasil               | Allianz Parque                               | Melim             |
| 3 de marzo de 2020           | Brasilia                 | Brasil               | Estadio Mané Garrincha                       | Melim             |
| 5 de marzo de 2020           | Recife                   | Brasil               | Classic Hall                                 | Melim             |
| 7 de marzo de 2020           | Río de Janeiro           | Brasil               | Jeunesse Arena                               | Melim             |
| 10 de marzo de 2020          | Montevideo               | Uruguay              | Estadio Centenario                           | Meri Deal         |
| América del Norte - Etapa II |                          |                      |                                              |                   |
| 10 de agosto de 2021         | Auburn                   | Estados Unidos       | White River Amphitheatre                     | Blackbear         |
| 12 de agosto de 2021         | West Valley City         | Estados Unidos       | USANA Amphitheatre                           | Blackbear         |
| 14 de agosto de 2021         | Albuquerque              | Estados Unidos       | Isleta Amphitheater                          | Blackbear         |
| 16 de agosto de 2021         | Dallas                   | Estados Unidos       | Dos Equis Pavilion                           | Blackbear         |
| 18 de agosto de 2021         | Maryland Heights         | Estados Unidos       | Hollywood Casino Amphitheatre                | Blackbear         |
| 19 de agosto de 2021         | Milwaukee                | Estados Unidos       | American Family Insurance Amphitheater       | Blackbear         |
| 21 de agosto de 2021         | Noblesville              | Estados Unidos       | Ruoff Music Center                           | Blackbear         |
| 23 de agosto de 2021         | Clarkston                | Estados Unidos       | DTE Energy Music Theatre                     | Blackbear         |
| 25 de agosto de 2021         | Burgettstown             | Estados Unidos       | The Pavilion at Star Lake                    | Blackbear         |
| 26 de agosto de 2021         | Cuyahoga Falls           | Estados Unidos       | Blossom Music Center                         | Blackbear         |
| 28 de agosto de 2021         | Cincinnati               | Estados Unidos       | Riverbend Music Center                       | Blackbear         |
| 30 de agosto de 2021         | Chicago                  | Estados Unidos       | Wrigley Field                                | Blackbear Ava Max |
| 1 de septiembre de 2021      | Darien                   | Estados Unidos       | Darien Lake Performing Arts Center           | Blackbear         |
| 2 de septiembre de 2021      | Toronto                  | Canadá               | Budweiser Stage                              | Blackbear         |
| 4 de septiembre de 2021      | Camden                   | Estados Unidos       | BB&T Pavilion                                | Blackbear         |
| 5 de septiembre de 2021      | Hershey                  | Estados Unidos       | Hersheypark Stadium                          | Blackbear Ava Max |
| 7 de septiembre de 2021      | Bristow                  | Estados Unidos       | Jiffy Lube Live                              | Blackbear         |
| 8 de septiembre de 2021      | Charlotte                | Estados Unidos       | PNC Music Pavilion                           | Blackbear         |
| 10 de septiembre de 2021     | Holmdel                  | Estados Unidos       | PNC Bank Arts Center                         | Blackbear         |
| 12 de septiembre de 2021     | Boston                   | Estados Unidos       | Fenway Park                                  | Blackbear Ava Max |
| 15 de septiembre de 2021     | Raleigh                  | Estados Unidos       | Coastal Credit Union Music Park              | Blackbear         |
| 18 de septiembre de 2021     | Atlanta                  | Estados Unidos       | Piedmont Park                                | —                 |
| 19 de septiembre de 2021     | Atlanta                  | Estados Unidos       | Piedmont Park                                | —                 |
| 23 de septiembre de 2021     | West Palm Beach          | Estados Unidos       | ITHINK Financial Amphitheatre                | Blackbear         |
| 24 de septiembre de 2021     | Tampa                    | Estados Unidos       | MidFlorida Credit Union Amphitheatre         | Blackbear         |
| 27 de septiembre de 2021     | Austin                   | Estados Unidos       | Germania Insurance Amphitheater              | Blackbear         |
| 28 de septiembre de 2021     | The Woodlands            | Estados Unidos       | Cynthia Woods Mitchell Pavilion              | Blackbear         |
| 1 de octubre de 2021         | Phoenix                  | Estados Unidos       | Ak-Chin Pavilion                             | Blackbear         |
| 2 de octubre de 2021         | Los Ángeles              | Estados Unidos       | Banc of California Stadium                   | Blackbear Ava Max |
| 5 de octubre de 2021         | Chula Vista              | Estados Unidos       | North Island Credit Union Amphitheatre       | Blackbear         |
| 7 de octubre de 2021         | Mountain View            | Estados Unidos       | Shoreline Amphitheatre                       | Blackbear         |
| 8 de octubre de 2021         | Concord                  | Estados Unidos       | Concord Pavilion                             | Blackbear         |
| 23 de octubre de 2021        | Los Ángeles              | Estados Unidos       | Hollywood Bowl                               | —                 |
| 30 de diciembre de 2021      | Las Vegas                | Estados Unidos       | The Cosmopolitan of Las Vegas                | —                 |
| 31 de diciembre de 2021      | Las Vegas                | Estados Unidos       | The Cosmopolitan of Las Vegas                | —                 |
| América Latina - Etapa III   |                          |                      |                                              |                   |
| 26 de marzo de 2022          | Santo Domingo            | República Dominicana | Estadio Quisqueya                            | —                 |
| 28 de marzo de 2022          | San Juan                 | Puerto Rico          | Coliseo José Miguel Agrelot                  | —                 |
| 30 de marzo de 2022          | Ciudad de México         | México               | Foro Sol                                     | —                 |
| 1 de abril de 2022           | Monterrey                | México               | Parque Fundidora                             | —                 |
| 5 de abril de 2022           | São Paulo                | Brasil               | Allianz Parque                               | —                 |
| 6 de abril de 2022           | Porto Alegre             | Brasil               | Fiergs                                       | —                 |
| 8 de abril de 2022           | Buenos Aires             | Argentina            | Campo Argentino de Polo                      | —                 |
| 10 de abril de 2022          | Asunción                 | Paraguay             | Jockey Club                                  | —                 |
| 13 de abril de 2022          | San José                 | Costa Rica           | Parque Viva                                  | —                 |
| 16 de abril de 2022          | Punta Cana               | República Dominicana | Hard Rock Hotel & Casino                     | —                 |
| Asia - Etapa IV              |                          |                      |                                              |                   |
| 28 de noviembre de 2022      | Singapur                 | Singapur             | Estadio Nacional de Singapur                 | __                |
| 30 de noviembre de 2022      | Seúl                     | Corea del Sur        | Gocheok Sky Dome                             | __                |
| 3 de diciembre de 2022       | Tokio                    | Japón                | Tokyo Dome                                   | __                |
| 4 de diciembre de 2022       | Tokio                    | Japón                | Tokyo Dome                                   | __                |
| 6 de diciembre de 2022       | Osaka                    | Japón                | Domo de Osaka                                | __                |
| 8 de diciembre de 2022       | Manila                   | Filipinas            | Moa Arena                                    | __                |
| 10 de diciembre de 2022      | Bangkok                  | Tailandia            | Estadio Rajamangala                          | __                |
| América del Norte - Etapa V  |                          |                      |                                              |                   |
| 31 de diciembre de 2022      | Palm Springs, California | Estados Unidos       | Acrisure Stadium                             | __                |
| 24 de marzo de 2023          | Las Vegas, Nevada        | Estados Unidos       | Park MGM                                     | __                |
| 25 de marzo de 2023          | Las Vegas, Nevada        | Estados Unidos       | Park MGM                                     |                   |
| 29 de marzo de 2023          | Las Vegas, Nevada        | Estados Unidos       | Park MGM                                     |                   |
| 31 de marzo de 2023          | Las Vegas, Nevada        | Estados Unidos       | Park MGM                                     |                   |
| 1 de abril de 2023           | Las Vegas, Nevada        | Estados Unidos       | Park MGM                                     |                   |
| 5 de abril de 2023           | Las Vegas, Nevada        | Estados Unidos       | Park MGM                                     |                   |
| 7 de abril de 2023           | Las Vegas, Nevada        | Estados Unidos       | Park MGM                                     |                   |
| 8 de abril de 2023           | Las Vegas, Nevada        | Estados Unidos       | Park MGM                                     |                   |
| 28 de julio de 2023          | Las Vegas, Nevada        | Estados Unidos       | Park MGM                                     |                   |
| 29 de julio de 2023          | Las Vegas, Nevada        | Estados Unidos       | Park MGM                                     |                   |
| 2 de agosto de 2023          | Las Vegas, Nevada        | Estados Unidos       | Park MGM                                     |                   |
| 4 de agosto de 2023          | Las Vegas, Nevada        | Estados Unidos       | Park MGM                                     |                   |
| 5 de agosto de 2023          | Las Vegas, Nevada        | Estados Unidos       | Park MGM                                     |                   |
| 9 de agosto de 2023          | Las Vegas, Nevada        | Estados Unidos       | Park MGM                                     |                   |
| 11 de agosto de 2023         | Las Vegas, Nevada        | Estados Unidos       | Park MGM                                     |                   |
| 12 de agosto de 2023         | Las Vegas, Nevada        | Estados Unidos       | Park MGM                                     |                   |

## Conciertos cancelados o reprogramados
| Fecha                    | Ciudad            | País           | Recinto                         | Estado       | Motivo                                | Ref.   |
| ------------------------ | ----------------- | -------------- | ------------------------------- | ------------ | ------------------------------------- | ------ |
| 25 de junio de 2020      | Flushing          | Estados Unidos | Citi Field                      | Cancelado    | Pandemia de coronavirus               | [ 13 ] |
| 9 de septiembre de 2020  | Hartford          | Estados Unidos | Xfinity Theatre                 | Cancelado    | Pandemia de coronavirus               | [ 13 ] |
| 9 de marzo de 2021       | Bogotá            | Colombia       | Parque Salitre Mágico           | Reprogramado | Pandemia de coronavirus               | [ 14 ] |
| 21 de julio de 2021      | Denver            | Estados Unidos | Ball Arena                      | Cancelado    | Pandemia de coronavirus               | [ 15 ] |
| 28 de julio de 2021      | Portland          | Estados Unidos | Moda Center                     | Cancelado    | Pandemia de coronavirus               | [ 15 ] |
| 31 de julio de 2021      | Vancouver         | Canadá         | Rogers Arena                    | Cancelado    | Pandemia de coronavirus               | [ 15 ] |
| 3 de agosto de 2021      | Edmonton          | Canadá         | Rogers Place                    | Cancelado    | Pandemia de coronavirus               | [ 15 ] |
| 6 de agosto de 2021      | Fargo             | Estados Unidos | Fargodome                       | Cancelado    | Pandemia de coronavirus               | [ 15 ] |
| 7 de agosto de 2021      | Saint Paul        | Estados Unidos | Xcel Energy Center              | Cancelado    | Pandemia de coronavirus               | [ 15 ] |
| 11 de agosto de 2021     | Lincoln           | Estados Unidos | Pinnacle Bank Arena             | Cancelado    | Pandemia de coronavirus               | [ 15 ] |
| 13 de agosto de 2021     | Kansas City       | Estados Unidos | T-Mobile Cener                  | Cancelado    | Pandemia de coronavirus               | [ 15 ] |
| 14 de agosto de 2021     | Oklahoma City     | Estados Unidos | Chesapeake Energy Arena         | Cancelado    | Pandemia de coronavirus               | [ 15 ] |
| 18 de agosto de 2021     | North Little Rock | Estados Unidos | Simmons Bank Arena              | Cancelado    | Pandemia de coronavirus               | [ 15 ] |
| 10 de septiembre de 2021 | Nueva York        | Estados Unidos | Madison Square Garden           | Cancelado    | Pandemia de coronavirus               | [ 15 ] |
| 13 de septiembre de 2021 | Saratoga Springs  | Estados Unidos | Saratoga Performing Arts Center | Cancelado    | Problemas de logística                | [ 16 ] |
| 17 de septiembre de 2021 | Las Vegas         | Estados Unidos | T-Mobile Arena                  | Cancelado    | Problemas de logística                |        |
| 13 de abril de 2022      | San José          | Costa Rica     | Parque Viva                     | Cancelado    | Factores fuera de control de la banda |        |